# Juan José Lobato
Juan José Lobato del Valle (Trebujena, 30 dicembre 1988) è un ex ciclista su strada spagnolo, professionista dal 2011 al 2023, con caratteristiche di velocista.

## Palmarès
- 2006 (Juniores)

Campionati spagnoli, Prova in linea Juniores
- 2011 (Andalucía Caja Granada, una vittoria)

Circuito de Getxo
- 2012 (Andalucía, tre vittorie)

2ª tappa Vuelta a Chile (La Serena > Tongoy)
10ª tappa Vuelta a Chile (Santiago del Cile > Santiago del Cile)
5ª tappa Tour of Qinghai Lake (Tianjun > Xihaizhen)
- 2013 (Euskaltel Euskadi, due vittorie)

2ª tappa Vuelta a Castilla y León (Urueña > Palencia)
Circuito de Getxo
- 2014 (Movistar Team, due vittorie)

3ª tappa Tour de Wallonie (Somme-Leuze > Neufchâteau)
1ª tappa Vuelta a Burgos (Burgos > Burgos/Alto del Castillo)
- 2015 (Movistar Team, tre vittorie)

2ª tappa Tour Down Under (Unley > Stirling)
2ª tappa Vuelta a Andalucía (Utrera > Lucena)
5ª tappa Vuelta a Andalucía (Montilla > Alhaurín de la Torre)
- 2016 (Movistar Team, quattro vittorie)

3ª tappa Dubai Tour (Dubai > Hatta Dam)
4ª tappa Circuit de la Sarthe (Abbaye de l'Épau > Arnage)
1ª tappa Vuelta a la Comunidad de Madrid (Las Rozas > Las Rozas)
Classifica generale Vuelta a la Comunidad de Madrid
- 2017 (Team Lotto NL-Jumbo, una vittoria)

1ª tappa Tour de l'Ain (Polliat > Trévoux)
- 2018 (Nippo-Vini Fantini-Europa Ovini, una vittoria)

Coppa Sabatini
- 2021 (Euskaltel-Euskadi, una vittoria)

1ª tappa Volta ao Alentejo (Reguengos de Monsaraz > Beja)
- 2022 (Euskaltel-Euskadi, una vittoria)

5ª tappa Volta ao Alentejo (Castelo de Vide > Évora)

### Altri successi
- 2016 (Movistar Team)

Classifica a punti Vuelta a la Comunidad de Madrid
- 2019 (Nippo Vini Fantini Faizanè)

Classifica a punti Tour de Hokkaido

## Piazzamenti

### Grandi Giri
- Giro d'Italia

2015: ritirato (18ª tappa)
2019: 134º
- Tour de France

2013: 165º
- Vuelta a España

2011: ritirato (11ª tappa)
2012: 174º
2017: 113º
2021: 135º

### Classiche monumento
- Milano-Sanremo

2014: 4º
2015: 85º
2016: 143º
2017: 168º
2018: 80º
- Giro delle Fiandre

2014: ritirato
2015: ritirato
2016: 35º
- Parigi-Roubaix

2014: ritirato
2016: ritirato
- Giro di Lombardia

2018: ritirato

### Competizioni mondiali
- Campionati del mondo

Geelong 2010 - In linea Under-23: 9º
Richmond 2015 - In linea Elite: 52º
Doha 2016 - In linea Elite: ritirato

### Competizioni europee
- Campionati europei

Ankara 2010 - In linea Under-23: 6º
Plumelec 2016 - In linea Elite: 86º
Herning 2017 - In linea Elite: 16º
Glasgow 2018 - In linea Elite: 49º
Plouay 2020 - In linea Elite: ritirato